# Devil's Due
Devil's Due es una película de 2014 dirigida por Matt Bettinelli-Olpin y Tyler Gillett, escrita por Lindsay Devlin y protagonizada por Allison Miller, Zach Gilford y Sam Anderson. La película fue estrenada el 17 de enero de 2014.

## Sinopsis
Todo comienza con una luna de miel en la República Dominicana, celebrada por una pareja de recién casados llamados Zach y Samantha. Durante esos días de ardiente felicidad Samantha queda embarazada y decide conocer su futuro, visitando a una bruja o vidente quien le pronosticará que es una de las elegidas para cumplirse la profecía apocalíptica. Zach para poder vivir esta oportunidad decide grabar todo el embarazo para el recuerdo. Les comunican que serán padres antes de tiempo debido a la rápida gestación del feto. Poco a poco Samantha va entrando en un estado de nervios y desesperación que nunca se había sentido durante la gestación. Pasando los meses este comportamiento se va acentuando. Las relaciones con el mundo de la brujería y del demonio se mantienen cercanas y constantes, ya que el bebé que está esperando podría tratarse ni más ni menos del hijo de Satanás. Ante tal acontecimiento, Zach deberá buscar la manera de salvar a su esposa y a su hijo del mal propagado dentro de su vientre. Tras cumplirse la profecía de un pasaje bíblico de 1 Juan 2:18, que habrá muchos anticristos, nacerá el hijo de Zach y Samantha y recogido por un grupo de personas seguidores del satanismo.

## Elenco
- Zach Gilford como Zach McCall.[4]
- Allison Miller como Samantha McCall.[4]
- Sam Anderson como Padre Thomas.
- Aimee Carrero como Emily.
- Vanessa Ray como Suzie.
- Michael Papajohn como policía.
- Griff Furst como Keith.
- Robert Belushi como Mason.
- Donna Duplantier como Dr. Ludka

## Producción
El 18 de diciembre de 2012, 20th Century Fox anunció que Matt Bettinelli-Olpin y Tyler Gillett dirigirían Devil's Due basada en un guion escrito por Lidnsay Devlin.
Junto a Allison Miller, Zach Gilford anunció que estaría en la película, que fue filmada durante abril de 2013 en la República Dominicana, Nueva Orleans y París.

### Banda sonora
La película contiene canciones de Elvis Presley, The Gaslight Anthem, Alkaline Trio, Brenton Wood, Berlin, General Public, y Laura Stevenson.

## Promoción
Fox estrenó el primer tráiler el 16 de octubre de 2013, y un segundo tráiler el 5 de diciembre de 2013.

## Recepción
Las críticas fueron negativas. La película tiene un 18% en Rotten Tomatoes basado en 49 críticas, con un puntaje de 4 sobre 10. En Metacritic, tiene un 34 sobre 100, basado en 18 críticas.